# Catarsis Tour
Catarsis Tour (también conocido como Tour Catarsis) es la tercera gira musical de la cantante mexicana Belinda. La gira Fue realizada en apoyo a su cuarto álbum de estudio, Catarsis La gira está promocionada por la empresa creada por Belinda Joy Music para promoción de espectáculos.

## Antecedentes
Principalmente al igual que el disco el tour, también se retrasó unos meses, principalmente el tour estaba planeado a iniciarse en octubre de 2012 en Latinoamérica para estar ya en enero de 2013 por Norteamérica y en verano por Europa. Todo esto cambió y su gira durará de junio para septiembre en Latinoamérica y Norteamérica.El Tour Catarsis se ha renovado varias veces ha habido cambios en el "setlist" y en el vestuario así también como en la escenografía original.El Tour se divide en 3 partes Catarsis Tour, Catarsis Tour 2.0 y Catarsis Tour Reloaded. Posteriormente renovó el concepto e inició el llamado "The Kastle ghost koncept" como parte también de la promoción del álbum Catarsis

## Repertorio Tour Catarsis
Setlist 2013
Setlist 2014
Setlist 2015
Setlist 2016:Tour Catarsis Deluxe
Acto I:Rock
1. Ni Freud ni tu mamá
2. Bella traición
3. Muriendo lento
4. Lo siento
5. Vivir
6. Boba niña nice

Video interludio:Utopía
1. Dopamina

Video Interludio:Chicas japonesas 
1. Lolita

Act II:Acústico
1. En el amor hay que perdonar(Balada pop)
2. Desesperada( 3Ball MTY cover)
3. Sal de mi piel
4. Contigo en la distancia(César Portillo de la Luz cover)

Acto III:Mariachis 
1. El Rey(José Alfredo Jiménez cover)
2. Como quien pierde una estrella(Alejandro Fernández cover)
3. Si nos dejan(José Alfredo Jiménez cover)
4. El baile del sapito

Acto IV:Tristeza 
1. Luz sin gravedad
2. Ángel
3. Nada

Acto V:Electrónico
1. Egoísta

Translation( J Balvin cover)
1. Bailaría sobre el fuego
2. Esto es amor
3. Si no te quisiera (Juan Magán cover)

## Fechas
| 29 de junio de 2013      | Monterrey         | México               | Auditorio Cumbres                      |
| 16 de agosto de 2013     | Ciudad de México  | México               | Auditorio Nacional                     |
| 19 de septiembre de 2013 | Zacatecas         | México               | Estadio Francisco Villa                |
| 4 de octubre de 2013     | Mexicali          | México               | Centro de Ferias y Exposiciones        |
| 14 de diciembre de 2013  | Acapulco          | México               | Forum Mundo Imperial                   |
| 4 de marzo de 2014       | Mazatlán          | México               | Estadio Teodoro Mariscal               |
| 8 de marzo de 2014       | Villa Hermosa     | México               | Parque Tabasco                         |
| 3 de abril de 2014       | Tijuana           | México               | El Alebrije                            |
| 15 de septiembre de 2014 | Ciudad de México  | México               | El Zócalo                              |
| 29 de diciembre de 2014  | Celaya            | México               | Ecoforum                               |
| 10 de febrero de 2015    | Campeche          | México               | Foro Ah-Kim-Pech                       |
| 11 de febrero de 2015    | Ciudad del Carmen | México               | Domo del Mar                           |
| 10 de abril de 2015      | Texcoco           | México               | Plaza de Toros Texcoco                 |
| 11 de abril de 2015      | Puebla            | México               | Foro Artístico Victoria                |
| 12 de junio de 2015      | San Juan del Río  | México               | Jardín de independencia                |
| 26 de junio de 2015      | Aguascalientes    | México               | Megavelaria Aguascalientes             |
| 15 de septiembre de 2015 | Ciudad de México  | México               | El Zócalo                              |
| 18 de septiembre se 2015 | Perote            | México               | Teatro del Pueblo                      |
| 2 de octubre de 2015     | Pachuca           | México               | Teatro de la Ciudad San Francisco      |
| 10 de octubre de 2015    | Mexicali          | México               | Fex                                    |
| 16 de octubre de 2015    | Gómez Palacio     | México               | Velaria de la Expo Feria Gómez Palacio |
| 21 de noviembre de 2015  | Zapopan           | México               | Parque Metropolitano de Guadalajara    |
| 28 de noviembre de 2015  | Querétaro         | México               | Ecocentro Expositor                    |
| 17 de diciembre de 2015  | Guadalajara       | México               | Auditorio Telmex                       |
| 5 de enero de 2016       | Chilpancingo      | México               | Plaza de toros                         |
| 14 de enero de 2016      | León              | México               | Foro Victoria                          |
| 5 de febrero de 2016     | Ciudad del Carmen | México               | Domo del Mar                           |
| 6 de febrero de 2016     | Cozumel           | México               | Mega Carpa Palacio Cozumel             |
| Caribe                   |                   |                      |                                        |
| 27 de marzo de 2016      | Punta Cana        | República Dominicana | Hotel Pearl                            |
| México                   |                   |                      |                                        |
| 9 de abril de 2016       | Jalisco           | México               | Tepatilan de Morelos                   |
| 15 de abril de 2016      | Puebla            | México               | Centro Expositor                       |
| 6 de mayo de 2016        | Cancún            | México               | Plaza de Toros de Cancún               |
| 19 de mayo de 2016       | Torreón           | México               | Plaza Mayor                            |
| 25 de junio de 2016      | Ciudad de México  | México               | Pepsi Center                           |
| 19 de agosto de 2016     | Tulancingo        | México               | Teatro del Pueblo                      |
| 2 de septiembre de 2016  | Xalapa            | México               | USBI                                   |

### Fechas Canceladas
| Fecha               | Ciudad  | País           | Lugar                     |
| ------------------- | ------- | -------------- | ------------------------- |
| 19 de junio de 2014 | El Paso | Estados Unidos | Abraham Chavez Theatre    |
| 20 de junio de 2014 | McAllen | Estados Unidos | McAllen Convention Center |
| 21 de junio de 2014 | Laredo  | Estados Unidos | Laredo Energy Arena       |
| 22 de junio de 2014 | Houston | Estados Unidos | Arena Theater Houston     |

## Músicos
- Vicoy Calderón - Bajo y dirección musical.
- Jafet Samayoa - Guitarra eléctrica.
- Emilio Cuervo - Guitarra eléctrica.
- Memo Escalante - Batería y percusión.
- Sandy Domínguez - Coro.
- Eliasib Morán - Violín eléctrico.
- Juan Levi S. Renteria - Flauta transversal, saxofón, teclados, pianos y coro.